# بندر سيهات
بندر سيهات أو ميناء سيهات أو البرج البحري هو مرفأ تاريخي يُجاوره برج مُحصّن في مدينة سيهات بمحافظة القطيف، شرق المملكة العربية السعودية. هُدم المرفأ واندثر ولم يعد له وُجود.

## التسمية
يُعرف البرج البحري في اللهجة السيهاتية بالـ«بُرْيْ» وتعود هذه الكلمة إلى أصول بابلية؛ لأن كلمة برج باللغة البابلية تنطق «بري» حيث تشتهر في العراق مدينة بورسيبا البابلية، ومعنها بالعربية «برج اللغات».

## البرج البحري
يقع البرج البحري يقع على سيف سيهات. كانت سفن أهالي سيهات تحيط به وتحرس هذا المدخل البحري. ويُعتقد أن البرج كان جزءاً من قلعة من بقايا سلسلة الحصون البحرية البرتغالية في المنطقة، كأمثال قلعة تاروت وبرج أبو الليف.

## نهاية الميناء وإزالته
تم إزالة البرج البحري بعد التوسعة العمرانية من جهة البحر في عام 1400هـ (الموافق 1980م) تقريباً.

## معرض صور

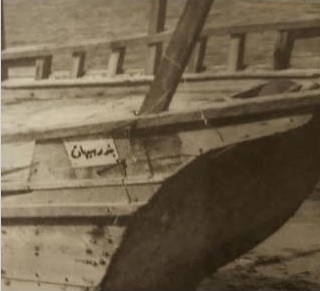
إحدى المراكب كُتب عليها اسم بندر سيهات.
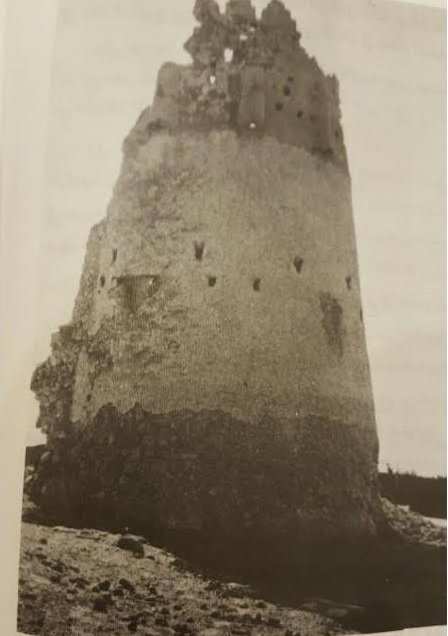
برج بندر سيهات عام 1940م.